# Magischer Kreis

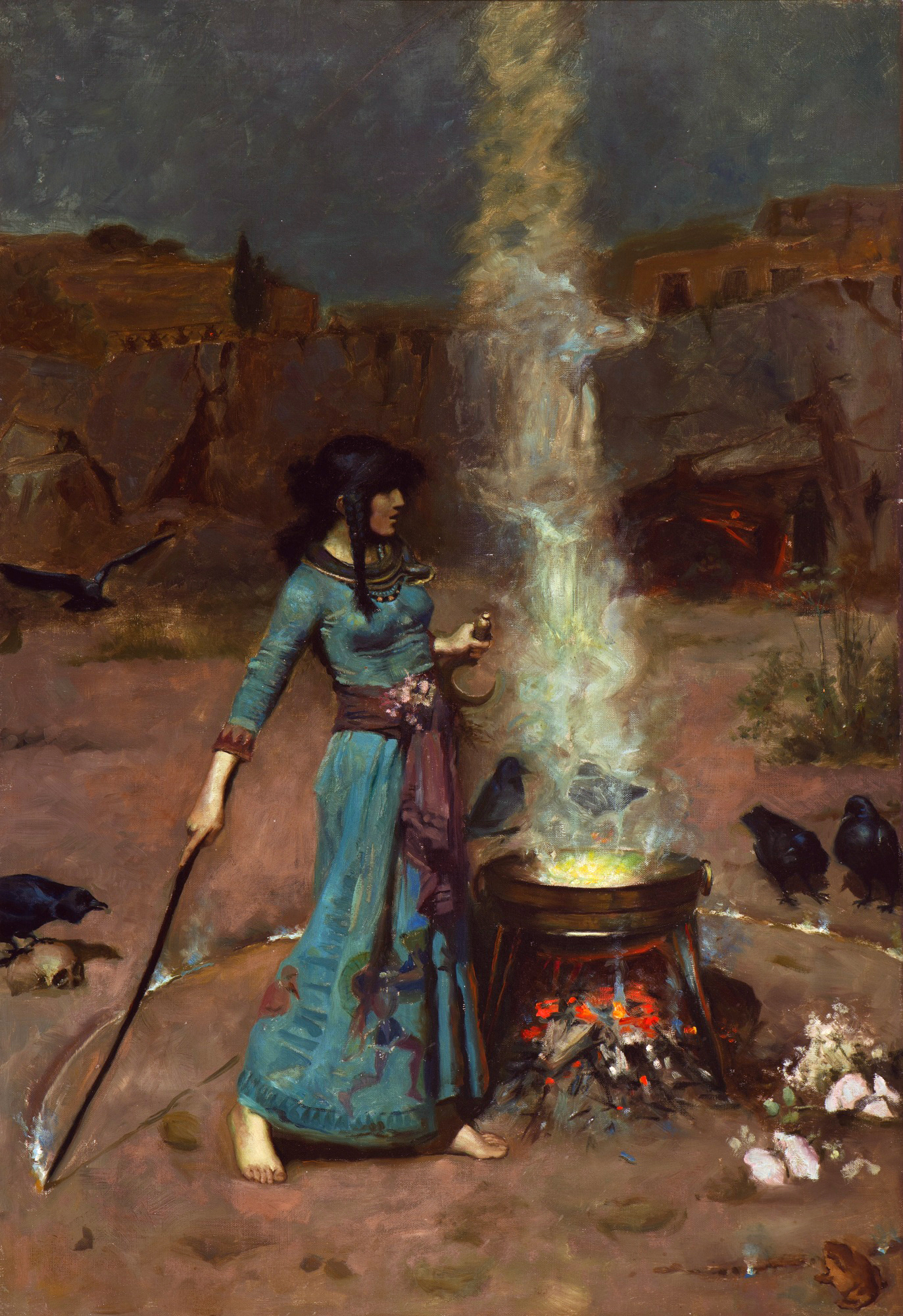
Der magische Kreis von John William Waterhouse

Ein Magischer Kreis, Zauberkreis oder Schutzkreis ist ein abgegrenzter kreisförmiger Bereich und ein häufiger Bestandteil von magischen Ritualen in verschiedenen Traditionen, darunter neopaganen Traditionen, Wicca und Hexentum. Je nach Tradition ist ein Schutzkreis entweder dazu gedacht, einen heiligen Ort zu errichten, die in dem Kreis befindlichen Personen während eines Rituals zu schützen, oder beides. Ein Schutzkreis kann visualisiert werden, es ist allerdings manchmal üblich, die Grenzen mit physischen Dingen, wie beispielsweise Salz, Mehl oder Kalk (Kreide) zu markieren.

## Geschichte

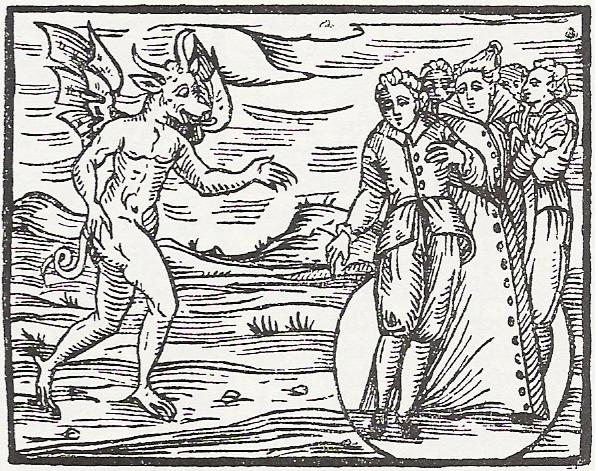
Teufelsbeschwörer in einem Schutzkreis (Francesco Maria Guazzo: Compendium Maleficarum, 1608)

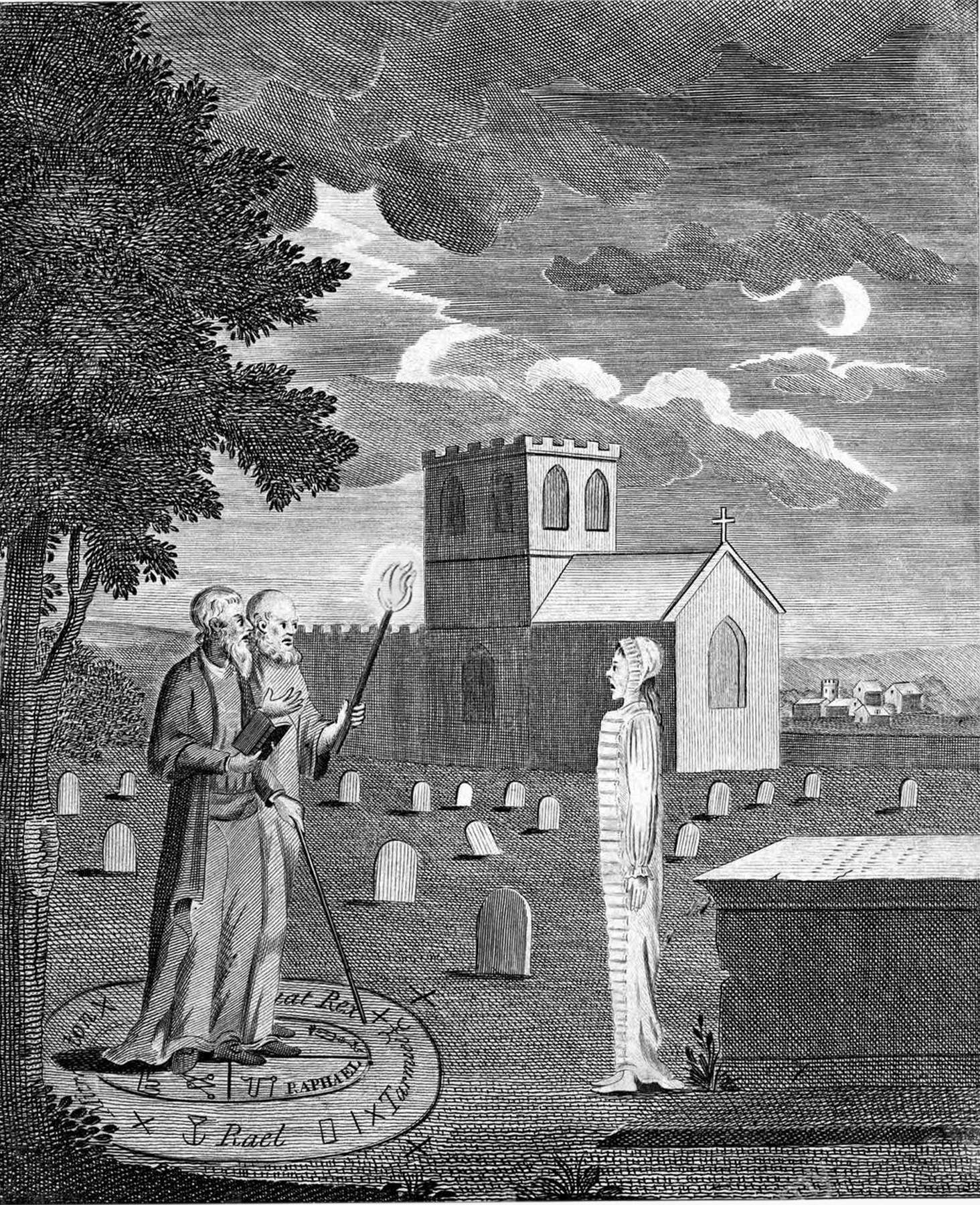
John Dee und Edward Kelley stehen bei einer Totenbeschwörung in einem Schutzkreis

Das Zeichnen eines Kreises im Rahmen religiöser und magischer Rituale reicht zurück bis in das Altertum. Zum Beispiel gab es im alten Mesopotamien ein Ritual namens Zisurrû („magischer Mehlkreis“), bei dem mit Mehl oder Getreide ein magischer Schutzkreis errichtet wurde. In einer der Beschwörungen heißt es:

„Was an die dahinhuschenden Wasser des Ea herankommt, / die Falle des Ea fange es! / Was an den Mehlbrei der Nisaba heranhuscht, / das Netz der Nisaba umgarne es! / Der Zauberkreis, wenn es ihn überspringt, / der Zauberkreis der Götter, der Zauberkreis Himmels / und der Erde, lasse es nicht los!“

Bei der Beschwörung von Dämonen oder bösartigen Geistwesen war solcher Schutz besonders notwendig. Daher finden sich in den Grimoires und den Zauberbüchern zahlreiche Kreisdiagramme wiedergegeben, die für das Anlegen von magischen Kreisen verwendet werden sollen und die sich im Wesentlichen in den dem Kreis einzubeschreibenden Namen unterscheiden. Das als Clavicula Salominis bekannte Grimoire zum Beispiel legt den allergrößten Wert auf das korrekte Anlegen eines Zauberkreise:

„Wahrlich, da keine Experimente zur Geisternbeschwörung durchgeführt werden können ohne einen vorbereiteten Kreis, welche Experimente auch immer im Umgang mit Geistern du also durchzuführen wünschst, so mußt du lernen, den entsprechenden Kreis zu errichten; und wenn das geschehen ist, so umgib ihn mit einem weiteren Kreis, zu besserer Wirksamkeit und aus Vorsicht.“

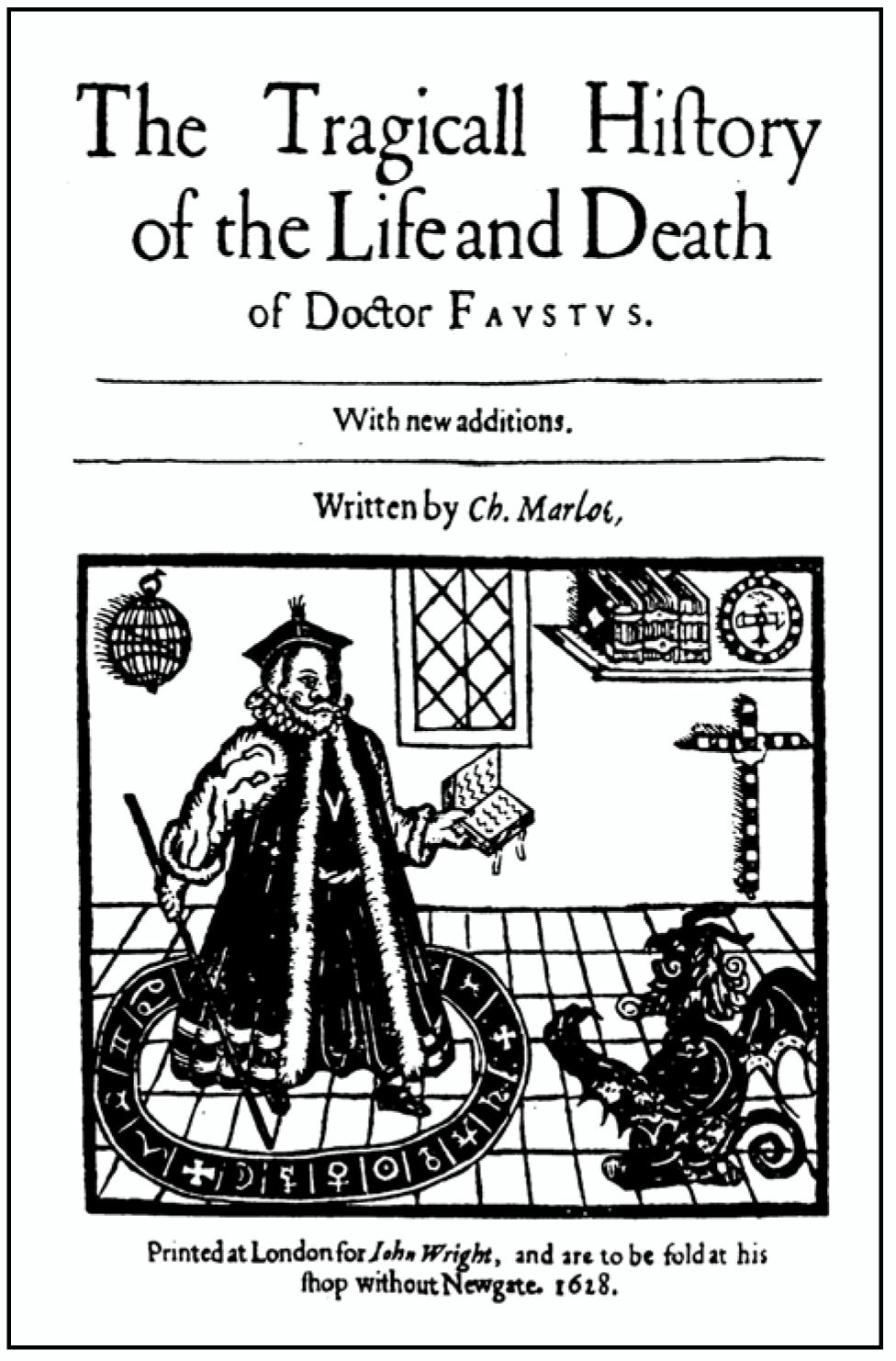
Faust im Zauberkreis (Titelblatt einer Ausgabe des Marlowe-Dramas von 1628)

In Die tragische Historie vom Doktor Faustus von Christopher Marlowe (1592) wird die Szene einer Beschwörung Luzifers und der verwendete magische Kreis wie folgt beschrieben:
In diesem Kreise steht Jehovas Name,

Vorwärts und rückwärts, wie ein Anagramm,

Und abgekürzt die Namen aller Heilgen,

Auch die Figuren aller Gottesdiener,

Der Himmelskugel Signa, die Planeten,

Durch deren Kraft empor die Geister steigen.

Drum, Faust, befürchte nichts und sei entschlossen,

Der Magik höchstes Wunder zu versuchen.
Das Anlegen eines magischen Zirkels ist dementsprechend in Werken der Populärkultur seither unverzichtbar in der Darstellung einer Beschwörungsszene. Das gezeichnete Diagramm ist dabei häufig ein Pantakel, also ein dem Kreis einbeschriebenes regelmäßiges Fünfeck oder Pentagramm. Zum festen Bestand solcher Szenen gehört dann auch, dass der Kreis versehentlich verlassen oder an einer Stelle zerstört wird, was dann üble Folgen hat.
Dass dergleichen nicht pure Phantasie ist, muss man annehmen, wenn man dem Bericht glaubt, den Aleister Crowley und Victor Benjamin Neuburg von einer 1909 in der algerischen Wüste durchgeführten Beschwörung des Dämons Choronzon gaben, bei welcher es dem Dämon gelungen sein soll, einen Teil des Kreises mit Sand zu überdecken und Neuburg anzugreifen.

## Magische Kreise im Neopaganismus
Im Neopaganismus, so beispielsweise im Wicca, dient der Kreis vorrangig dazu, einen „Ort zwischen den Welten“ zu erschaffen und einen Ritualplatz zu kennzeichnen bzw. durch das Ziehen des Schutzkreises einen aktiven Übergang von Alltag zu Ritual zu schaffen.
Üblicherweise hat er einen Durchmesser von zwei bis drei Metern, doch die Größe kann je nach Zweck des Kreises variieren.
Da ein Schutzkreis meist visualisiert wird, kann jede unvorhergesehene Handlung die Person bzw. die Personen, die den Kreis geschaffen haben, aus der Konzentration bringen und so den Kreis zerstören. Vor allem das Hindurchlaufen soll dem Kreis schaden. Traditionellerweise sollte niemand den Kreis verlassen, bis er wieder geschlossen wird.
Wenn eine Person aus irgendeinem Grund den Kreis verlassen muss oder eine neue Person den Kreis betritt (oft üblich bei einer Initiation), wird meist folgendermaßen vorgegangen:
1. Die Person wird von dem Leiter des Rituals nach ihrem magischen Namen gefragt. Manchmal, vor allem wenn sich die Personen noch nicht lange kennen, ist es auch üblich, stattdessen nach einem Geheimnis zu fragen.
2. Nachdem die Person, die den Kreis betreten möchte, geantwortet hat, wird ihr die Erlaubnis zum Eintritt erteilt.
3. Der Leiter des Rituals schneidet mit einem Athame symbolisch eine Tür in den Kreis und verschließt diese wieder, nachdem die Person eingetreten ist.
4. Der Leiter des Rituals bittet die Wächter der Elemente darum, die neue Person im Kreis willkommen zu heißen.

Wenn eine Person den Kreis verlässt, wird meistens nur der dritte Schritt ausgeführt.